# Oskawe Lake
Oskawe Lake är en sjö i Kanada vilken ligger i Thunder Bay District och provinsen Ontario, i sydöstra delen av landet, 1 000 km väster om huvudstaden Ottawa. Oskawe Lake ligger 262 meter över havet. Sjöns area är 5,6 kvadratkilometer och den sträcker sig 4,5 kilometer i nord-sydlig riktning, och 2,4 kilometer i öst-västlig riktning.
I omgivningarna runt Oskawe Lake växer i huvudsak blandskog. Trakten runt Oskawe Lake är nära nog obefolkad, med mindre än två invånare per kvadratkilometer. Sjön Coyne Lake och vattendraget Oskawe Creek ligger i anslutning till Oskawe Lake.